# محاصره سگوسیو
محاصره سگوسیو (انگلیسی: Siege of Segusio) اولین درگیری جنگ‌های داخلی حکومت چهارنفره بین امپراتور روم، کنستانتین بزرگ (حکومت ۳۰۶–۳۳۷) و ماکسنتیوس (حکومت از ۳۰۶–)، در بهار ۳۱۲ میلادی بود. در آن سال، ماکسنتیوس به کنستانتین بزرگ اعلام جنگ کرده بود و ادعا می‌کرد که قصد دارد انتقام مرگ پدرش ماکسیمیان (حکومت ۲۸۵–۳۰۸، ۳۱۰) را که پس از خودکشی انجام داده بود، بگیرد.